# Seidelia
Seidelia es un género de plantas con flores perteneciente a la familia Euphorbiaceae. Son endémicas de Sudáfrica.

## Taxonomía
El género fue descrito por Henri Ernest Baillon y publicado en Étude générale du groupe des Euphorbiacées 465. 1858. La especie tipo es: Seidelia mercurialis Baill.	

## Especies aceptadas
A continuación se brinda un listado de las especies del género Seidelia aceptadas hasta octubre de 2012, ordenadas alfabéticamente. Para cada una se indica el nombre binomial seguido del autor, abreviado según las convenciones y usos.
- Seidelia firmula (Prain) Pax & K.Hoffm.
- Seidelia triandra (E.Mey.) Pax